# Supercopa de España de voleibol 2018
La Supercopa de España de Voleibol Masculino 2018 fue la XXI edición del torneo. Se disputó a un único partido el 6 de octubre de 2018 en el pabellón Los Planos de Teruel (España).
El campeón de la Superliga y de la Copa del Rey fue el mismo equipo; por lo tanto, en esta edición de la Supercopa se enfrentaron el campeón de ambas competiciones en la temporada 2017/18 (Club Voleibol Teruel) y el subcampeón de la Copa del Rey de la misma temporada (Unicaja Almería).
El Club Voleibol Teruel se impuso por 3-0 al Unicaja Almería adjudicándose el título por séptima vez y su tercera consecutiva.

## Participantes
|  | Club Voleibol Teruel | Bandera de Aragón    |  | Campeón de la Copa del Rey de Voleibol (2018) y campeón de la Superliga Masculina de Voleibol de España (2017-18) |
|  | Unicaja Almería      | Bandera de Andalucía |  | Subcampeón de la Copa del Rey de Voleibol (2018)                                                                  |

## Final
| Fecha¹   | Hora  | Equipo 1             | Res.  | Equipo 2        | Set 1 | Set 2 | Set 3 | Set 4 | Set 5 | Total   | Reporte |
| -------- | ----- | -------------------- | ----- | --------------- | ----- | ----- | ----- | ----- | ----- | ------- | ------- |
| 01.11.17 | 18:00 | Club Voleibol Teruel | 3 – 0 | Unicaja Almería | 25-13 | 25-17 | 25-23 |       |       | 75 – 43 | P2      |

- (¹) – En Teruel.

| Campeón Supercopa de España 2018 |
| -------------------------------- |
| Club Voleibol Teruel             |
| 7° título                        |